# Зграда Окружног начелства у Горњем Милановцу
Зграда Окружног начелства, позната и као Стари суд, налази се у Горњем Милановцу. Саграђена је 1854. и то је најстарија зграда суда у Србији. Пројектант је архитекта Коста Шрепловић, а градио ју је „инжењер Шулц из Панчева“. Наредне године се у Београду одржава лицитација за подизање великог здања за окружно начелство, суд, пошту и друге установе. Инџинир Шулц, Немац из Панчева, добија посао на лицитацији и гради зграду од материјала који му је добавило начелство.

## Историјат
Темељи зграде су постављени 1853. године, када је и кнез Александар Карађорђевић потписао указ о оснивању града. Кроз историју зграда старог суда била је седиште и начелства округа, суд, дом здравља, полицијска управа, апсана, као и место културе.
На почетку Првог светског рата, у њој је био штаб генерала Живојина Мишића у којем је разрађена стратегија за Сувоборско-колубарску битку, а потом место одакле се командовало операцијама. После Другог светског рата једно време је коришћена као затвор.
Испред зграде на мермерном постаменту постављена је, у камену исклесана, спомен–биста војводе Живојина Мишића, у белим каменим громадама исклесани споменици кнеза Александра Карађорђевића (откривен 21. априла 1996) и војводе Милана Обреновића (откривен 21. априла 1995. године), као и две плоче повеље о оснивању града и промени имена. Данас се у згради окружног начелства налази Културни центар, модерна галерија и градска библиотека „Браћа Настасијевић“.
На згради су обављени конзерваторски радови 1975. и потпуна реконструкција 1995–1997 (по пројекту арх. Слободанке Симовић).
Данас се у згради налазе општинска библиотека, Културни центар Горњи Милановац, и Модерна галерија.

## Галерија
- У првом плану је споменик војводи Милану Обреновићу. Аутор скулптуре је вајар Небојша Савовић Нес
- Споменик кнеза Александра Карађорђевића. Аутор скулптуре је вајар Небојша Савовић Нес. У позадини је зграда Општине Горњи Милановац
- Споменик кнеза Александра Карађорђевића. Аутор скулптуре је вајар Небојша Савовић Нес